# 29. Kavallerie-Brigade (Deutsches Kaiserreich)
Die 29. Kavallerie-Brigade war ein Großverband der Preußischen Armee.

## Geschichte
Nach dem Deutsch-Französischen Krieg wurde im Zuge der Bildung des XIV. Armee-Korps die Brigade durch Verordnung des Kriegsministeriums zum 1. Juli 1871 errichtet. Das Kommando befand sich in Freiburg im Breisgau, von 1890 bis 1899 in Colmar und anschließend in Mülhausen. Die Brigade gehörte zur 29. Division und ihr waren das Kurmärkische Dragoner-Regiment Nr. 14 und das 2. Badische Dragoner-Regiment „Markgraf Maximilian“ Nr. 21 unterstellt. Mit der Verlegung nach Colmar schied das 2. Badische Dragoner-Regiment Nr. 21 aus dem Brigadeverband aus und wurde durch das 3. Badische Dragoner-Regiment „Prinz Karl“ Nr. 22 ersetzt. 1908 veränderte sich das Unterstellungsverhältnis erneut. Anstelle des Kurmärkischen Dragoner-Regiments Nr. 14 trat das neugebildete Jäger-Regiment zu Pferde Nr. 5 in den Brigadeverband.
Mit Ausbruch des Ersten Weltkriegs wurde die Brigade aufgelöst. Das 3. Badische Dragoner-Regiment „Prinz Karl“ Nr. 22 trat als Divisionskavallerie zur 29. Infanterie-Division, das Jäger-Regiment zu Pferde Nr. 5 zur 28. Infanterie-Division.

## Kommandeure
| Dienstgrad          | Name                            | Datum                                                            |
| ------------------- | ------------------------------- | ---------------------------------------------------------------- |
| Oberst              | Heinrich von Reckow             | 01. Juli bis 18. Oktober 1871 (mit der Führung beauftragt)       |
| Oberst/Generalmajor | Heinrich von Reckow             | 19. Oktober 1871 bis 11. Juli 1873                               |
| Oberst/Generalmajor | August zu Solms-Wildenfels      | 12. Juli 1873 bis 2. Februar 1880                                |
| Oberst/Generalmajor | Heinrich XIII. Reuß zu Köstritz | 03. Februar bis 8. Oktober 1880                                  |
| Oberst/Generalmajor | Hubert von Meyerinck            | 09. Oktober 1880 bis 11. November 1885                           |
| Oberst              | Alexander von dem Knesebeck     | 12. November 1885 bis 10. März 1886 (mit der Führung beauftragt) |
| Oberst/Generalmajor | Alexander von dem Knesebeck     | 11. März 1886 bis 31. März 1889                                  |
| Oberst/Generalmajor | Karl von Diepenbroick-Grüter    | 01. April 1890 bis 28. März 1892                                 |
| Oberst              | Hermann von Lieres und Wilkau   | 29. März bis 16. Mai 1892 (mit der Führung beauftragt)           |
| Oberst/Generalmajor | Hermann von Lieres und Wilkau   | 17. Mai 1892 bis 13. November 1894                               |
| Oberst/Generalmajor | Gustav von Kuhlmay              | 15. November 1894 bis 31. März 1898                              |
| Oberst              | Karl Seederer                   | 01. April 1898 bis 1. Mai 1899                                   |
| Oberst/Generalmajor | Siegmund von Longchamps-Berier  | 02. Mai 1899 bis 17. Oktober 1901                                |
| Oberst/Generalmajor | Kurt von Rothkirch und Panthen  | 18. Oktober 1901 bis 23. April 1904                              |
| Oberst              | Nikolaus von Rauch              | 24. April bis 26. Juli 1904 (mit der Führung beauftragt)         |
| Oberst/Generalmajor | Otto Koppe                      | 01. August 1904 bis 20. April 1908                               |
| Oberst/Generalmajor | Leo von Bernuth                 | 21. April 1908 bis 19. April 1910                                |
| Oberst/Generalmajor | Konrad Dumrath                  | 20. April 1910 bis 17. April 1913                                |
| Oberst              | Wilhelm von Graevenitz          | 18. April 1913 bis 1. August 1914                                |